# Variazioni Goldberg
Le Variazioni Goldberg (BWV 988) sono un'opera per clavicembalo consistente in un'aria con trenta variazioni, composte da Johann Sebastian Bach fra il 1741 e il 1745 e pubblicate a Norimberga dall'editore Balthasar Schmid. Sono dedicate a Johann Gottlieb Goldberg, a quel tempo in servizio a Dresda come maestro di cappella presso il conte von Brühl.
L'opera è stata concepita come un'architettura modulare di 32 brani, disposti seguendo schemi matematici e simmetrie che le conferiscono tanta coesione e continuità da non avere eguali nella storia della musica. Insieme all'Arte della fuga può essere considerata il vertice delle sperimentazioni di Bach nella creazione di musica per strumenti a tastiera, sia dal punto di vista tecnico-esecutivo, sia per lo stile che combina insieme ricerche di alto livello musicali e matematiche.
Sebbene in passato le Variazioni Goldberg fossero considerate soltanto un esercizio tecnico piuttosto ripetitivo, nel XX secolo il contenuto emotivo e la portata dell'intera composizione sono stati ampiamente valorizzati, anche grazie ad analisi critiche e tecniche piuttosto estese. Le Variazioni Goldberg offrono il migliore esempio di una musica concepita per la ricreazione di uno spirito competente ed esigente.
Il grande valore strutturale, l'irraggiungibile tecnica compositiva, l'abilità di toccare ogni possibilità espressiva del clavicembalo e la tecnica esecutiva richiesta fanno delle Variazioni Goldberg un vero monumento all'intelligenza del grande compositore.
Sono molte le incisioni disponibili in tutto il mondo, insieme a libri e studi: ciò ha contribuito a renderlo uno dei pezzi più apprezzati da molti appassionati di musica classica ed eseguite su una varietà di strumenti musicali.

## Analisi dell'opera

### La motivazione
Il conte Hermann Carl von Keyserling, grande estimatore di J. S. Bach, all'epoca della pubblicazione di quest'opera era ambasciatore russo presso la corte di Dresda. Essendo un grande appassionato di musica prese sotto la propria protezione il giovane promettente Johann Gottlieb Goldberg (nato nel 1727 a Danzica) in modo che potesse studiare con il figlio maggiore di J. S. Bach, Wilhelm Friedemann. Nel 1740 il conte, fiutando il talento del giovane Goldberg, lo mandò a Lipsia affinché studiasse con lo stesso J. S. Bach. Ben presto si diffuse la sua fama di virtuoso: si narrava che potesse leggere qualunque spartito a prima vista, persino se posto al rovescio sul leggio.
Il primo biografo di Bach, Johann Nikolaus Forkel, racconta le circostanze in cui il compositore compose l'Aria con diverse variazioni per clavicembalo a due manuali:
(J. N. Forkel)
Alcuni musicologi non concordano con questo racconto tramandato da Forkel, innanzitutto poiché la prima edizione del 1742 non presenta alcuna dedica. Per Buscaroli, tuttavia, la mancanza di una dedica a Keyserling appare il segno di un'amicizia tanto stretta, da non richiedere ostentazioni formali. Si sono sollevati dei dubbi, inoltre, sul fatto che un ragazzo di quindici anni, quale era Goldberg nel 1742, possedesse, per quanto prodigioso fosse, la tecnica necessaria per l'esecuzione di questa composizione. In secondo luogo si considera che l'intestazione dell'opera reca scritto "Pratica per strumenti da tastiera [...]" che è inconciliabile con la narrazione proposta da Forkel.

### La pubblicazione
Il frontespizio della prima edizione dell'opera, una tra quelle - relativamente poche - pubblicate durante l'esistenza in vita del compositore, porta le seguenti indicazioni in tedesco: Clavier Übung / bestehend / in einer ARIA / mit verschiedenen Veraenderungen / vors Clavicimbal / mit 2 Manualen. / Denen Liebhabern zur Gemüths- / Ergetzung verfertiget von / Johann Sebastian Bach / Königl. Pohl. u. Curfl. Saechs. Hoff- / Compositeur, Capellmeister, u. Directore / Chori Musici in Leipzig. / Nürnberg in Verlegung / Balthasar Schmids. "Pratica per strumenti a tastiera, che consiste in un'ARIA con diverse variazioni per clavicembalo con due manuali. Composta per gli intenditori, per il ristoro del loro spirito, da Johann Sebastian Bach, compositore della corte reale di Polonia e della corte elettorale della Sassonia, Maestro di Cappella e Direttore del Coro musicale di Lipsia. Norimberga, Balthasar Schmid, editore."
Con il termine "Clavier Übung" (al giorno d'oggi scritto "Klavier Übung"), Bach indica le Variazioni come la quarta ed ultima opera di una serie per clavicembalo che pubblicava per "Liebhaber", cioè per amatori raffinati e di talento.
L'editore era Balthasar Schmid di Norimberga, amico di Bach. Schmid stampò l'opera incidendo lastre di rame anziché utilizzare caratteri mobili; perciò le annotazioni nella prima edizione sono scritte di pugno da Schmid. L'edizione contiene diversi errori di stampa.
Diciannove copie della prima edizione sono giunte fino a noi, conservate in musei e in biblioteche di testi rari. Tra queste, la più preziosa si trova a Parigi, presso la Bibliothèque nationale e riporta correzioni e aggiunte autografe del compositore.
Tali copie forniscono in pratica l'unica informazione disponibile agli editori e ai musicologi contemporanei nel tentativo di ricostruire l'intento di Bach; la partitura autografa e scritta a mano dall'autore non è purtroppo giunta fino a noi. Una copia scritta a mano della sola aria si trova nel quaderno di musica del 1725 appartenente alla seconda moglie di Bach, Anna Magdalena. Christoph Wolff, sulla base dell'analisi della grafia, suggerisce che Anna Magdalena abbia copiato l'aria dalla partitura autografa intorno al 1740; si trova infatti su due pagine che in precedenza erano state lasciate vuote.

## Le variazioni
Di seguito l'elenco delle variazioni con una sommaria descrizione e alcuni commenti di critici musicali ed esecutori. È importante ricordare che l'opera è stata eseguita in una notevole varietà di modi e che sicuramente esistono ulteriori punti di vista, non tutti rappresentati nelle brevi annotazioni che seguono.
L'opera, composta per un clavicembalo a due manuali (vedi tastiera musicale), è formata da un'Aria, 30 variazioni sull'armonia della stessa, e un'Aria da capo. Le 30 variazioni sono divise in 10 cicli di tre forme musicali: la forma a Danza, la forma toccata, e un canone, che di ciclo in ciclo aumenta l'intervallo di distanza delle voci. La variazione 16 inoltre dà l'occasione di dividere l'esecuzione in due parti uguali riprendendo la seconda con l'energia introduttiva di un'Ouverture francese.
Le variazioni 13, 14, 17, 20, 23, 26 e 28 sono specificamente indicate sulla partitura per due manuali, mentre le variazioni 5 e 29 sono indicate come eseguibili ad uno o due manuali. Tuttavia, con maggiore difficoltà, l'opera può essere eseguita su un clavicembalo o su pianoforte con un singolo manuale.
Le variazioni sono tutte in Sol Maggiore, tranne la 15, la 21, e la 25. Molte sono costituite da una forma binaria, vi si può cioè individuare una sezione A seguita da una sezione B, che generalmente l'esecutore interpreta effettuando la ripetizione di una o l'altra, di entrambe o di nessuna di tali sezioni.

### Aria
L'aria è una passacaglia in 3/4, ornata da numerosi abbellimenti, che ha la funzione di presentare il materiale tematico da utilizzare per le variazioni:
Lo stile francese dell'ornamentazione suggerisce che gli abbellimenti siano parte integrante della melodia, anche se alcuni esecutori preferiscono ometterne qualcuno. A differenza delle variazioni "convenzionali", il soggetto delle variazioni stesse non è la melodia, ma il basso.
Lo stesso basso usato da Bach, noto come basso di Ruggiero, venne utilizzato anche da Georg Friedrich Händel nella ciaccona HWV 442.
Peter Williams, nel libro Bach: The Goldberg Variations, ipotizza che questo non sia il tema, ma una vera e propria variazione 1, enfatizzando l'idea di un'opera sul genere della ciaccona piuttosto che in forma di variazioni.

### Variazione 1
Variazione animata e brillante, che contrasta in modo marcato con l'ambientazione contemplativa del tema.
Williams vi vede una sorta di polonaise. Il caratteristico ritmo sulla mano sinistra è riscontrabile anche nella Partita in Mi Maggiore per violino solo, come pure nel Preludio in Lab dal Libro I de Il clavicembalo ben temperato.
Il ritmo della mano destra forza e aumenta l'enfasi utilizzando un ritmo sincopato dalla prima alla settima misura. Le mani si incrociano alla tredicesima misura, la sincopazione riprende per ulteriori due misure. Nelle prime due battute della seconda sezione (la B), il ritmo rispecchia quello della sezione A, ma solo dopo aver introdotto un motivo diverso.

### Variazione 2
La seconda variazione è l'unica eccezione nel ciclo ternario dell'opera, non essendo in forma di toccata.
Il brano è un'invenzione a 3 voci strutturata con precisione matematica sulla divisione binaria:
- la sua lunghezza di 32 battute è divisa in due parti da 16, oltre che dalle ripetizioni, dal carattere della musica che da una tranquillo contrappunto a due voci su un blando ritmo del basso della prima parte, diventa una più densa imitazione a tre voci nella seconda parte che ripete ad ogni battuta nelle varie voci lo stesso tema.
- Ciascuna metà è divisa in due sezioni da 8 da un calo di intensità della musica dovuto al cambio registro del basso nella prima parte, e al rallentamento delle voci superiori nella seconda.
- Ciascuna sezione da 8 è divisa in due parti: la prima è sempre un'imitazione e la seconda è un libero contrappunto composto da un tema di "domanda e risposta" che rimane invariato in tutte le quattro fasi del brano.

Altri caratteri degni di nota:
- Il tema dell'imitazione nella seconda parte, presente in ogni battuta, è una fusione del tema a "botta e risposta" dei contrappunti liberi.
- Il basso si tiene in sottofondo per tutta la prima metà del pezzo con la sua ripetitività del ritmo a crome, parafrasando con un pattern preciso (I VII I VI) il tema fondamentale dell'opera intera. Nella seconda parte mantiene sempre questa caratteristica eccetto quando cita il tema "nuovo".
- Il basso preannuncia ogni sezione da 4 uscendo dal suo pattern di imitazione del tema dell'opera, e quasi sempre ricorrendo alle semicrome.

### Variazione 3: canone all'unisono
Il primo dei canoni veri e propri. Questa variazione è all'unisono (cioè, la seconda voce inizia sulla stessa nota della prima).
Questa variazione, con una serie di terzine, offre una sensazione di velocità e speditezza.

### Variazione 4
Danza (un passepied) con lo stesso schema quasi in ogni misura (a volte invertito).

### Variazione 5
Una linea di canto accompagna un'altra linea: tempi molto rapidi e salti di ampiezza rilevante. Questa è la prima delle variazioni a due voci, da eseguire in alcuni punti a mani incrociate.
Glenn Gould e altri suonano questa variazione con una velocità eccezionale, mantenendo la massima precisione e pulizia delle note, mentre Kenneth Gilbert nella sua versione con il clavicembalo, interpreta il tempo in modo molto più disteso, quasi rilassato.

### Variazione 6: canone alla seconda
Canone alla seconda (cioè, la seconda voce si trova ad una seconda maggiore più in alto rispetto alla prima). Il clavicembalista Ralph Kirkpatrick la descrive come una variazione che ha "una tenerezza quasi nostalgica" - probabilmente proprio per la separazione di una seconda tra canto e controcanto.

### Variazione 7
Veniva spesso suonata alla siciliana (una danza lenta e solenne) ma da quando è stata ritrovata la copia di Bach delle Goldberg, con scritto al tempo di giga (una danza molto più movimentata), si è visto che, in effetti, lo schema ritmico, fatto di note puntate, di questa variazione è molto simile a quello della giga della Suite francese n. 2.

### Variazione 8
Un'altra variazione a due voci. Williams l'ha paragonata ai fuochi d'artificio.

### Variazione 9: canone alla terza
È denominata canone alla terza ed ha un tempo di 4/4. L'accompagnamento del basso è un po' più attivo che nel canone precedente. Questa variazione è abbastanza breve — solo 16 battute — ed è usualmente suonata ad un tempo abbastanza lento.

### Variazione 10: fughetta

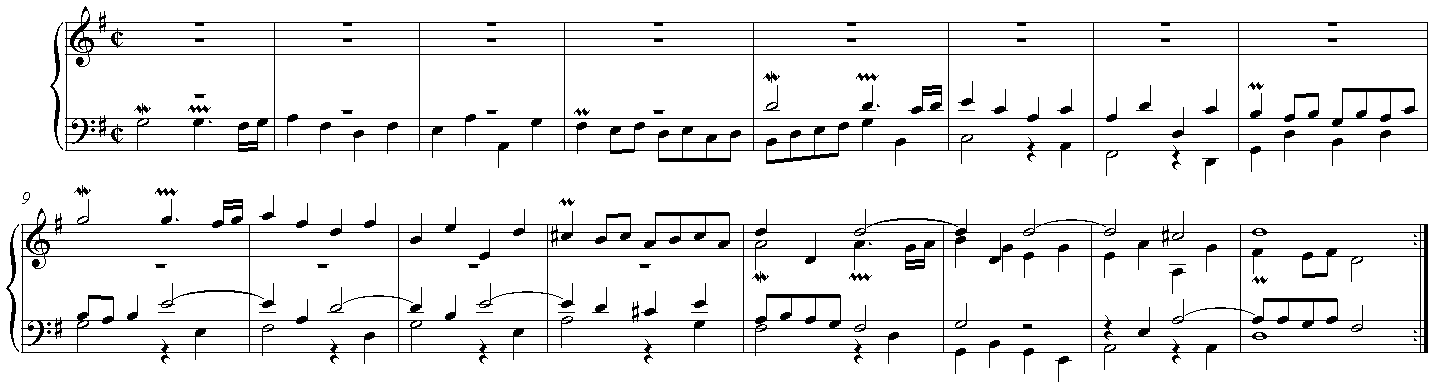
Prima parte della 10ª variazione

La 10ª variazione è un fugato a quattro voci. Non essendoci in questa composizione diverse caratteristiche essenziali della fuga e limitandosi essa a solo due esposizioni, è comprensibile la definizione "fughetta" scelta dal compositore, al posto di "fuga".
- La voce di basso inizia l'esposizione con un soggetto che porta dalla tonica alla dominante.
- La risposta del tenore, copia del soggetto variata con una trasposizione a metà, fa tornare alla tonica mentre il basso accenna un controsoggetto che verrà citato più avanti.
- La voce del soprano attacca variando con una trasposizione di una quarta inferiore a metà soggetto. Questa fase mostra un interessante effetto ritmico sincopato reso dall'unisono/ottava delle tre voci alla metà delle due battute centrali. Potrebbe sembrare che basso e tenore si imitino canonicamente, ma le pause indicate su una sola delle due voci rendono evidente l'intenzione del compositore di sincopare il ritmo in maniera differente.
- Fa il suo ingresso con una risposta il contralto (unico ad entrare come voce intermedia), mentre il soprano espone un tema composto da un lungo pedale che verrà ripresentato nella seconda sezione.

La seconda sezione presenta una nuova esposizione riutilizzando però lo stesso materiale tematico della prima.
- Il soprano inizia la sezione col soggetto accompagnato dal basso scritto con stile alla basso continuo, il quale deterrà per 8 battute un ruolo protagonista. Esso inoltre inizia imitando il controsoggetto accennato nella 5ª battuta. Il ritmo sincopato delle 4 note di basso alla 18ª/19ª battuta detteranno l'impronta ritmica del finale.
- All'ingresso del contralto il basso cambia ritmo raddoppiando velocità, mentre il soprano ripete il tema a pedale conosciuto alla fine della prima sezione.
- La musica arresta la sua corsa d'improvviso evidenziando il basso che si impone con un soggetto variato. Il soprano ripete il ritmo sincopato della 19ª battuta, elemento che d'ora in poi verrà riproposto con frequenza crescente assieme al contralto. (battute 25, 27, 29, 30).
- L'ultima entrata, come nella prima esposizione, è affidata ad una voce intermedia: il tenore.

Alcuni musicisti omettono diversi ornamenti (come Charles Rosen al piano e Christiane Jaccottet al clavicembalo); Keith Jarrett invece aggiunge degli abbellimenti ulteriori.

### Variazione 11
Variazione a due voci, in gran parte costituita da scale e arpeggi. Di solito viene eseguita con un tempo molto veloce.

### Variazione 12: canone alla quarta
Canone alla quarta. La risposta è invertita (cioè gli intervalli ascendenti divengono discendenti e viceversa).

### Variazione 13
Una sarabanda molto ricercata (danza abbastanza lenta con un tempo di 3/4).

### Variazione 14
Una variazione con parti molto brillanti, con molti trilli e altri rapidi ornamenti, la cui esecuzione richiede del virtuosismo.

### Variazione 15: canone alla quinta
È il canone alla quinta e il tempo è indicato come andante. In senso contrario, con la risposta a sua volta invertita. Questa è la prima variazione con una tonalità minore.

### Variazione 16: ouverture
Come suggerisce il titolo, questa variazione è un'ouverture, più in dettaglio un'ouverture alla francese con un preludio piuttosto lento e un ritmo puntato con un seguito contrappuntistico. La divisione tra il preludio e l'ouverture si trova circa a metà della variazione, dopo la sedicesima misura. Questa variazione rappresenta il punto centrale dell'intera opera e ciò viene in qualche modo enfatizzato rendendola più marcata con un'enfasi particolare sull'inizio e la fine, per mezzo di accordi pieni.

### Variazione 17
Williams sente in questa variazione degli echi di Antonio Vivaldi e di Domenico Scarlatti.

### Variazione 18: canone alla sesta
Canone alla sesta.

### Variazione 19
Le prime sette misure di questa variazione impostano con particolare chiarezza il tema di basso sul quale si basa l'intero insieme delle variazioni. La voce del canto, staccata sull'accompagnamento, molto delicata, dà all'intera variazione una sensazione molto intensa di garbo e dolcezza.

### Variazione 20
Un'altra variazione piena di virtuosismi, con molti punti da eseguire a mani incrociate.

### Variazione 21: canone alla settima
Canone alla settima. Ha uno sfondo che fa pensare all'impostazione di un corale e si tratta della seconda variazione con tonalità minore.

### Variazione 22: alla breve
Come la variazione 2, anche questa segue formalmente un canone. Come tempo è definita alla breve. cioè avente per frazione metrica il simbolo ¢, sinonimo della frazione 2/2.

### Variazione 23
Un'altra variazione energica e piena di virtuosismi. Williams, meravigliato dalla forza emotiva che ne scaturisce, si domanda "Davvero questa può essere una variazione sullo stesso tema dell'adagio della variazione 25?"

### Variazione 24: canone all'ottava
Canone all'ottava. Il canone è seguito da risposte sia un'ottava sotto, sia un'ottava sopra.

### Variazione 25
Segnata adagio sulla copia di Bach. Esprimendo un'opinione largamente condivisa, Williams scrisse che "la bellezza e la passione cupa di questa variazione ne fanno senza dubbio una delle parti più trascinanti e di alto livello di tutta l'opera". Questa è l'ultima delle tre variazioni (le altre sono la numero 15 e la 21) che sono scritte con la tonalità minore, generalmente la sua esecuzione dura più di cinque minuti. La clavicembalista Wanda Landowska chiamava "la perla nera" questa variazione.

### Variazione 26
Sotto i veloci arabeschi, questa variazione è in pratica una sarabanda. C'è un notevole contrasto di nuovo con la natura introspettiva e appassionata espressa nella precedente, dal momento che in questa si registra un'esplosione gioiosa. Nota come variazione dell'argento vivo.

### Variazione 27: canone alla nona
Canone alla nona. L'unico tra i canoni per la cui esecuzione sono indicati due manuali, ha anche la particolarità di essere un canone puro, senza una linea di basso.

### Variazione 28
Variazione segnata da trilli vivaci, alternati dalla mano destra alla sinistra e paragonata da Williams, come la variazione 8, ai fuochi d'artificio.

### Variazione 29
Variazione dal tono grandioso e importante, con accordi pesanti alternati con veloci passaggi e scale, dà un'aria di risoluzione dopo l'elevata brillantezza della precedente.

### Variazione 30: quodlibet
Questa variazione è definita come un quodlibet, un incrocio tra un corale e una fusione delle melodie popolari Ich bin so lange nicht bei dir g'west, ruck her e Kraut und Rüben haben mich vertrieben (Troppo son stato lontano da te e Cavoli e rape rosse mi hanno sviato da te).

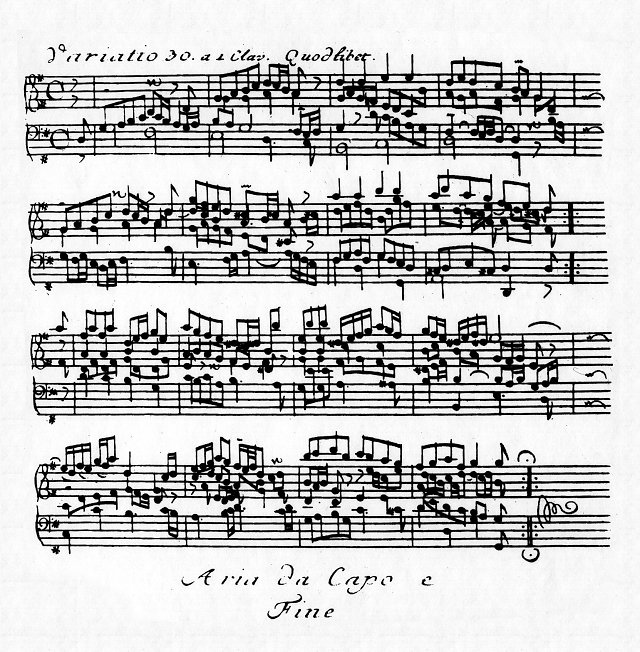
Quodlibet, variazione 30

Forkel, il biografo di Bach, spiega il Quodlibet evocando un'usanza della famiglia Bach, nelle sue riunioni (i parenti di Bach erano praticamente tutti musicisti):
(Forkel)
L'aneddoto di Forkel (che probabilmente corrisponde alla realtà, dal momento che egli aveva la possibilità di ottenere informazioni dirette da parte dei figli di Johann Sebastian), fa pensare in maniera piuttosto evidente che Bach intendesse il Quodlibet quasi come uno scherzo, o quanto meno un momento di musica a carattere meno impegnato e veramente ri-creativo, ancora oggi molti ascoltatori sono d'accordo e riescono a cogliere l'aspetto ludico nella musica bachiana.
Alcuni ritengono che il nome delle melodie utilizzate in quest'ultima variazione non sia affatto casuale, che la chiave dello scherzo siano le stesse variazioni, quasi terminate e che "da te" sia un riferimento al tema, all'aria, e che il quodlibet sia l'anticipazione del ritorno all'aria.

### Aria da capo
Scritta come ripetizione nota per nota dell'aria, viene tuttavia eseguita di solito in modo abbastanza diverso, spesso più assorto. Williams scrive che "la bellezza inafferrabile e sfuggente delle Variazioni Goldberg ... viene rinforzata da questo ritorno all'aria. ... un ritorno come questo non può avere o non provocare un Affekt, un'emozione. La sua melodia è pensata per risaltare su ciò che è stato ascoltato durante le ultime cinque variazioni, è probabile che ciò appaia nostalgico, frenato, rassegnato o triste, sentito sulla sua ripetizione come qualche cosa che sta arrivando alla fine, con le stesse note ma ora conclusive."
Il ritorno all'aria aggiunge simmetria all'opera, probabilmente persino suggerendo una natura ciclica della stessa - un viaggio di andata e ritorno.

## BWV 1087
Fa parte delle opere tardive di Bach e consiste in quattordici canoni realizzati sulle prime otto note di basso dell'Aria delle Variazioni Goldberg. È stato ritrovato nel 1974, a Strasburgo (Alsazia, Francia), come appendice all'edizione personale a stampa Bach delle Variazioni Goldberg. Di questi canoni, l'undicesimo e il tredicesimo sono in un certo senso la prima versione delle opere BWV 1077 e BWV 1076. Quest'ultima è rappresentata nel famoso ritratto di Bach dipinto da Elias Gottlob Haussmann nel 1746.

## Interpretazioni ed esecuzioni moderne
L'opera ha stimolato numerosi compositori che ne hanno elaborato delle interpretazioni più o meno libere. Anche i musicisti e gli esecutori che utilizzano strumenti che non sono previsti nella versione originale o nelle trascrizioni classiche, si sono cimentati nell'esecuzione delle Variazioni Goldberg, ottenendo spesso importanti successi di vendita.
Alcuni esempi:
- Joseph Gabriel Rheinberger, trascrizione per due pianoforti, op. n. 3
- Ferruccio Busoni ha curato una edizione delle Variazioni che introduce numerose indicazioni di dinamica, di tempo, suggerendo anche modifiche al testo di Bach in relazione alla esecuzione del brano in una moderna sala da concerto[4]
- 1984 - Dmitry Sitkovetsky, trascrizione per trio d'archi
- 1987 - Jean Guillou, trascrizione per organo
- 1987 - Stefan Hussong: trascrizione per fisarmonica classica
- 1998 - Kurt Rodarmer: trascrizione per chitarra classica
- 1999 - Uri Caine ensemble, elaborazione ed ampliamento in settanta variazioni per moltissimi strumenti e stili diversi.
- 1999 - Canadian Brass, trascrizione per quintetto di ottoni.
- 2000 - Jacques Loussier Trio, arrangiamento per Trio jazz.
- 2005 - Ramin Bahram al pianoforte.

## Discografia essenziale
(in ordine di data di incisione)
- Wanda Landowska - novembre 1933 Parigi - EMI 5 67200 - ADD - clavicembalo
- Wanda Landowska - 1945 New York - RCA - clavicembalo
- Glenn Gould - 21 giugno 1954 - CBC - mono - pianoforte
- Glenn Gould - 10 giugno 1955 e succ. New York - Sony Classical 52 594 - ADD - pianoforte
- Rosalyn Tureck - 1957 Philips - piano
- Glenn Gould - 1959 dal vivo al Festival di Salisburgo - Sony Classical 52685 - ADD - pianoforte
- Ralph Kirkpatrick - 1959 Deutsche Grammophon 439 673-2 - ADD - clavicembalo
- Helmut Walcha - giugno 1960-marzo 1961 - Amburgo - EMI 4 89166 - ADD - clavicembalo
- Charles Rosen - giugno 1969 New York Sony SBK 48173 - ADD - pianoforte
- Wilhelm Kempff - luglio 1969 Deutsche Grammophon 439 978-2 - ADD - pianoforte
- Gustav Leonhardt - 1978 Deutsche Harmonia Mundi GD77149 - ADD - clavicembalo
- Trevor Pinnock - 1980 Archiv Produktion 415 130-2 - ADD - clavicembalo
- Glenn Gould - aprile/maggio 1981 New York Sony Classical 52619 - DDD - pianoforte
- Alexis Weissenberg - giugno 1981 Salle Wagram, Parigi, EMI - DDD - pianoforte
- Grigory Sokolov - 27 febbraio 1982 Leningrado (live), Melodija - pianoforte
- András Schiff - dicembre 1982 Londra Decca 417 116-2 - DDD - pianoforte
- Chen Pi-hsien - ottobre 1985 Francoforte Naxos 8.550078 - DDD - pianoforte
- Jörg Ewald Dähler - 1986 Claves 50-8601 - DDD - clavicembalo
- Kenneth Gilbert - aprile 1986 HMA 1951240 - DDD - clavicembalo
- Maria Tipo - 26-28 giugno 1986 Parigi EMI HMV 5 86666 - DDD - pianoforte
- Jean Guillou - novembre 1987 Eglise Notre-Dame des Neiges, Alpe d'Huez, Francia Dorian 90110 - organo
- Ton Koopman - 1988 ERATO 45326-2 - DDD - clavicembalo
- Keith Jarrett - gennaio 1989 ECM Records 839 622-2 - DDD - clavicembalo
- Bob van Asperen - 1990 EMI CDC 7 54209 2 - DDD - clavicembalo
- Maggie Cole - 1991 Virgin 5 61555 (2 CD) - DDD - clavicembalo
- Christiane Jaccottet - 1991 TMI 446927-2 - DDD - con BVW 802-805 - clavicembalo (senza ripetizioni)
- Tatiana Nikolayeva - 1992 Hyperion CDA66589 - DDD - pianoforte
- Sergio Vartolo - 1992 Tactus TC.680290 - DDD - clavicembalo
- Andrei Gavrilov - 1993 Deutsche Grammophon 435 436-2 - DDD - pianoforte
- Eleonore Bühler-Kestler - ottobre 1993, Bayreuth - CHARADE; CHA 3012 - DDD - clavicembalo
- NES - ottobre 1993 Amburgo, trascrizione di Dmitry Sitkovetsky - Nonesuch - violini e orchestra
- Bruno Canino - 1994 Ermitage 412-2 - DDD - pianoforte
- Peter Serkin - 1-3 giugno 1994 Manhattan BMG Classics 09026 68188 2 - DDD - pianoforte
- Konstantin Lifschitz - 10-13 giugno 1994 Denon Records #78961 - DDD - pianoforte (Lifschitz aveva 17 anni all'epoca)
- Pieter-Jan Belder - 20 aprile, 8 e 9 luglio 1999 - Brilliant Classics 92284 - DDD - clavicembalo
- Angela Hewitt - 28 agosto-1º settembre 1999, Henry Wood Hall, Londra, Hyperion Records CDA 67305 - pianoforte
- Amati String Trio - dicembre 1999 Middelburg Synagogue, The Netherlands Columns Classics 99564 - DDD - violini
- Murray Perahia - luglio 2000 Sony Classical SK/SM 89243 - DDD - pianoforte
- Marcello Peghin - 2000 - DDD - chitarra a 10 corde
- Ragna Schirmer - 2000 Edel classical music & video 0017162BC - DDD - pianoforte
- Céline Frisch - 2001 Alpha 14 (2 CD) - con BWV 1087 - clavicembalo
- Ramin Bahrami - febbraio 2002, La Chaux-de-Fonds (CH) - Decca 476 282-0 - DDD - pianoforte
- Jill Crossland - 2003 Apex, Warner Classics 0927 49979 2 - DDD - pianoforte
- András Schiff - 2003 Basilea - ECM Records 1825 - DDD - pianoforte
- Fabio Bonizzoni - maggio 2004, Chiesa del Colletto, Roletto, Glossa Platinum P 31508 - clavicembalo
- Jenő Jandó - 2005 Naxos 8.557268 - DDD - pianoforte
- Andrea Bacchetti - 5 luglio 2006, Bernareggio (Milano), Michelangeli Editore - DDD - pianoforte
- Sylvain Blassel - 10-12 dicembre 2005, Saint Pierre, Parigi, Lontano - Warner Music 2564 69199-6 - DDD - arpa
- Nobuko Imai (viola), Mischa Maisky (violoncello), Julian Rachlin (violino) - 2007 - Deutsche Grammophon 0289 477 6378 9 GH - DDD - trio archi (trascr. Dmitry Sitkovetsky)
- Catrin Finch - 2009 - Deutsche Grammophon 0289 477 8165 3 GH - DDD - arpa
- Maria Perrotta - 2014 - Decca - pianoforte
- Beatrice Rana - 2017 - Warner Classics - pianoforte
- Elisabetta Guglielmin -luglio 2017 -OnClassical Clavicembalo
- Gile Bae - Novembre 2019 - Fonè - SACD - pianoforte